# Chytonix albonotata
Chytonix albonotata là một loài bướm đêm trong họ Noctuidae.